# La Enramada
La Enramada är en ort i Mexiko.   Den ligger i kommunen Camargo och delstaten Chihuahua, i den centrala delen av landet, 1 100 km nordväst om huvudstaden Mexico City. La Enramada ligger 1 287 meter över havet och antalet invånare är 196.
Terrängen runt La Enramada är huvudsakligen platt, men norrut är den kuperad. Runt La Enramada är det mycket glesbefolkat, med 3 invånare per kvadratkilometer. Närmaste större samhälle är El Porvenir, 5,7 km norr om La Enramada. Omgivningarna runt La Enramada är i huvudsak ett öppet busklandskap.